# Pintor del masto

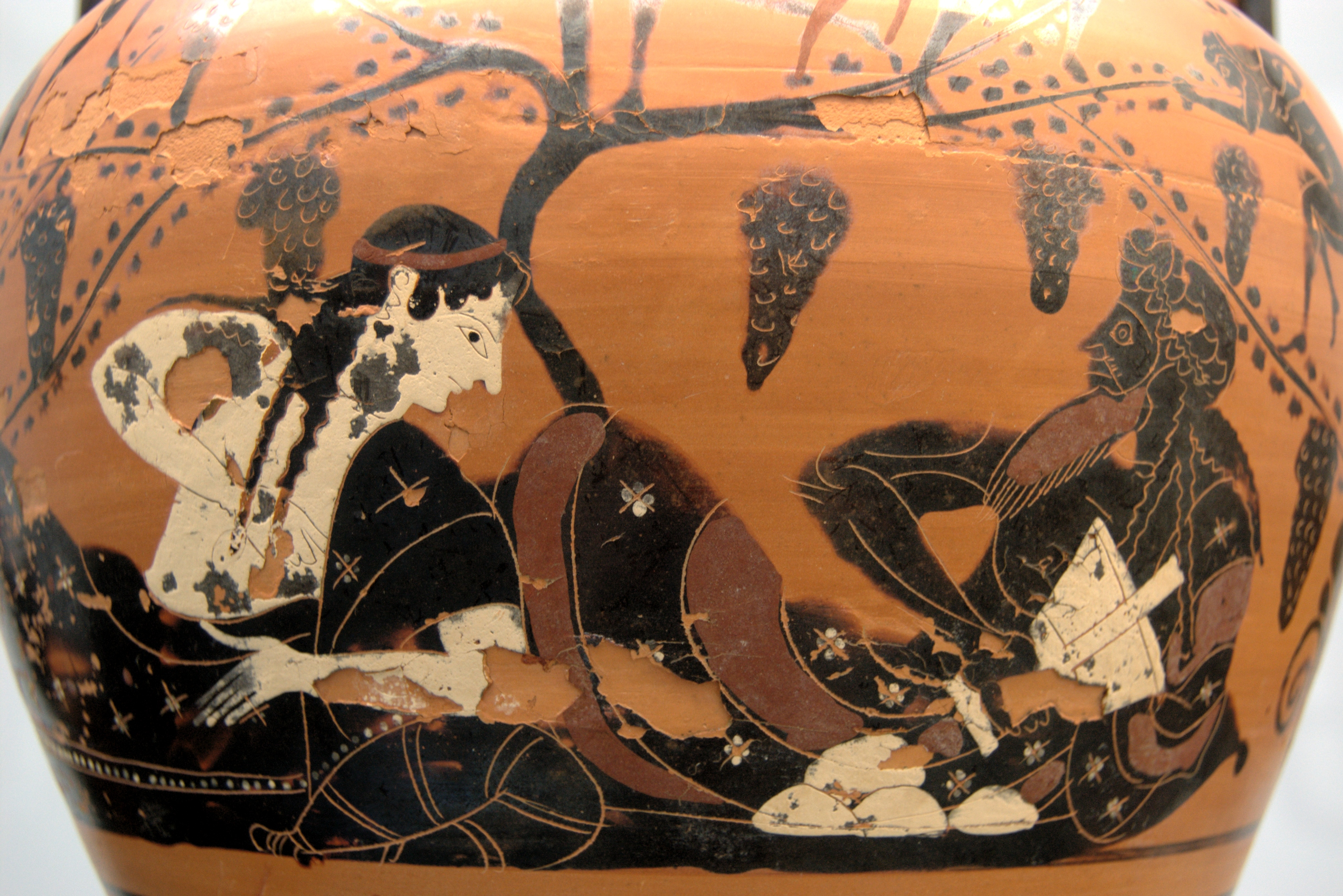
Dioniso y su consorte, posiblemente Ariadna, en un ánfora del Pintor del masto.

El Pintor del masto (fl. mediados del siglo VI a. C.) fue un pintor de vasos griegos. Su nombre se debe a un masto de figuras negras utilizado por el historiador del arte John Boardman para ilustrar el tipo, que tiene forma de pecho de mujer (en griego, masto).

## Obras
El Pintor del masto pertenecía al círculo del Pintor de Lisipides. La obra por la que recibió su nombre, representa a Dioniso, dos sátiros o silenos, y a Hermes mientras “miran con admiración” a Ariadna que sostiene al niño Enopión, su hijo con Dioniso. Este “tipo de narración suave”  es característico también del pintor de Antimenes, la obra madura del Pintor de Andócides, y de Olto y Epicteto alrededor del 515 a. C.
Aunque el pintor toma su nombre de su ejemplar de masto s, también realizó obras en otros tipos de vasos. En un ánfora panzuda ejecutada alrededor del 525 a. C., representa a un Dioniso con hiedra que trae a su madre Sémele del inframundo; el dios la mira mientras sube a un carro tirado por la magnífica pareja de caballos que dominan la escena. Hermes, con su característico sombrero pétaso, lleva ramas de follaje mientras acompaña a los caballos. Tres sátiros barbudos de cola de caballo de diferentes tamaños llenan la composición. La mayor sorpresa se da en el eje del carro, Sémele recupera mirando hacia atrás; otra se coloca a la altura de los hombros ante los caballos mientras toca un aulós, el instrumento de viento de doble tubo. Una tercera, la figura más pequeña del grupo, se agacha bajo los caballos, una mano extendida hacia sus vientres y la otra agarrando su falo. Su destreza ha sido caracterizada como "suavemente redondeada" y alusivo, a la elasticidad en su articulación. La figura femenina ha sido identificada como Ariadna.
También representó una procesión de victoria en las Panateneas en lo que se ha identificado como una genuina ánfora panatenaica. La escena representa al caballo ganador de una carrera, montado por un  niño-jinete desnudo que sostiene un par de ramas. Un hombre con una elaborada vestimenta está de pie frente al caballo, acariciando su hocico y sosteniendo una corona y ramas. Puede representar al propietario, que se habría considerado el vencedor. El hombre que está de pie junto al caballo, sosteniendo su brida, es quizás el entrenador. Un tercer hombre bien vestido que sostiene las ramas se para detrás del caballo.
También se le ha atribuido un vaso de figuras negras que representa a pancraciastas.